# Nanoiònics
| Portal | Portal de la Nanociència i Nanotecnologia |

La nanoiònica és l'estudi i l'aplicació de fenòmens, propietats, efectes, mètodes i mecanismes de processos relacionats amb el transport ràpid d'ions (FIT) en sistemes nanomètrics d'estat sòlid. Els temes d'interès inclouen les propietats fonamentals de les ceràmiques d'òxid a escales de longitud nanomètrica i les heteroestructures de conductors d'ions ràpids (conductors superiònics avançats)/conductors electrònics. Les aplicacions potencials són en dispositius electroquímics (dispositius elèctrics de doble capa) per a la conversió i l'emmagatzematge d'energia, càrrega i informació. El terme i la concepció de nanoiònica (com a nova branca de la ciència) van ser introduïts per primera vegada per AL Despotuli i VI Nikolaichik (Institut de Tecnologia Microelectrònica i Materials d'Alta Puresa, Acadèmia Russa de Ciències, Chernogolovka) el gener de 1992.
Un camp científic i industrial multidisciplinari de la iònica en estat sòlid, que tracta els fenòmens de transport iònic en sòlids, considera la nanoiònica com la seva nova divisió. La nanoiònica intenta descriure, per exemple, la difusió i les reaccions, en termes que només tenen sentit a nanoescala, per exemple, en termes d'un paisatge potencial no uniforme (a nanoescala).
Hi ha dues classes de nanosistemes iònics d'estat sòlid i dos nanoiònics fonamentalment diferents: (I) nanosistemes basats en sòlids amb baixa conductivitat iònica i (II) nanosistemes basats en conductors superiònics avançats (per exemple, alfa-AgI, família de l'iodur de plata i rubidi). La nanoiònica I i la nanoiònica II difereixen entre si en el disseny de les interfícies. El paper dels límits en la nanoiònica-I és la creació de condicions per a altes concentracions de defectes carregats (vacants i intersticials) en una capa de càrrega espacial desordenada. Però en nanoiònica-II, cal conservar les estructures cristal·lines conductores altament iòniques originals dels conductors superiònics avançats en heterolímits ordenats (coincidència en xarxa). La nanoiònica-I pot millorar significativament (fins a ~ 10⁻⁸ vegades) la conductivitat iònica de tipus 2D en materials nanoestructurats amb coherència estructural, però roman ~ 10⁻¹ vegades més petita en relació amb la conductivitat iònica 3D dels conductors superiònics avançats.
La teoria clàssica de la difusió i la migració en sòlids es basa en la noció de coeficient de difusió, energia d'activació i potencial electroquímic. Això significa que s'accepta la imatge d'un transport d'ions saltants en el paisatge potencial on totes les barreres tenen la mateixa alçada (relleu potencial uniforme). Malgrat la diferència òbvia entre els objectes iònics d'estat sòlid i els nanoiònics-I, -II, el veritable nou problema del transport d'ions ràpids i l'emmagatzematge (o transformació) de càrrega/energia per a aquests objectes (conductors d'ions ràpids) té una base comuna especial: un paisatge potencial no uniforme a nanoescala (per exemple) que determina el caràcter de la resposta del subsistema d'ions mòbils a un impuls o una influència externa harmònica, p. ex., una influència feble en l'espectroscòpia dielèctrica (espectroscòpia d'impedància).

## Característiques
Com a branca de la nanociència i la nanotecnologia, la nanoiònica es defineix inequívocament pels seus propis objectes (nanoestructures amb FIT), matèria (propietats, fenòmens, efectes, mecanismes de processos i aplicacions relacionades amb la FIT a nanoescala), mètode (disseny d'interfícies en nanosistemes de conductors superiònics) i el criteri (R/L ~1, on R és l'escala de longitud de les estructures del dispositiu i L és la longitud característica en la qual les propietats, característiques i altres paràmetres relacionats amb la FIT canvien dràsticament).
La Guia Tecnològica Internacional per a Semiconductors (ITRS) relaciona les memòries de commutació resistiva basades en nanoiònics amb la categoria de "dispositius de recerca emergents" ("memòria iònica"). L'àrea d'estreta intersecció entre la nanoelectrònica i la nanoiònica s'havia anomenat nanoelònica (1996). Ara, la visió de la nanoelectrònica del futur, restringida únicament pels límits fonamentals últims, s'està formant en la investigació avançada. Els límits físics últims per a la computació estan molt més enllà de la regió actualment assolida (1010 cm−2, 1010 Hz). Quin tipus d'interruptors lògics es podrien utilitzar en la integració a escala peta propera al nm i sub-nm? La qüestió ja era el tema tractat a, on encara no s'utilitzava el terme "nanoelectrònica". La mecànica quàntica restringeix les configuracions electròniques distingibles mitjançant l'efecte túnel a teraescala. Per superar el límit de densitat de 1012 cm−2 bit, configuracions atòmiques i iòniques amb una dimensió característica de L <2 nm s'hauria d'utilitzar en el domini de la informació i es requereixen materials amb una massa efectiva de suports d'informació m* considerablement més gran que els electrònics: m* =13 me a L =1 nm, m* = 53 me (L = 0,5 nm) i m* = 336 me (L = 0,2 nm). Els futurs dispositius de mida curta poden ser nanoiònics, és a dir, basats en el transport ràpid d'ions a nanoescala, tal com es va afirmar per primera vegada.

## Exemples
Els exemples de dispositius nanoiònics són els supercondensadors d'estat sòlid amb transport d'ions ràpids a les heterounions funcionals (supercondensadors nanoiònics), les bateries de liti i les piles de combustible amb elèctrodes nanoestructurats, els nanointerruptors amb conductivitat quantitzada basada en conductors d'ions ràpids (vegeu també memristors i cel·la de metal·lització programable). Aquests són ben compatibles amb la nanoelectrònica de subtensió i subtensió profunda i podrien trobar àmplies aplicacions, per exemple en fonts d'energia microautònomes, RFID, MEMS, pols intel·ligent, cèl·lules nanomòrfiques, altres micro i nanosistemes o matrius de cel·les de memòria reconfigurables.
Un cas important de conducció iònica ràpida en estats sòlids és la capa de càrrega espacial superficial dels cristalls iònics. Aquesta conducció va ser predita per primera vegada per Kurt Lehovec. CC Liang va descobrir experimentalment per primera vegada un paper significatiu de les condicions de contorn respecte a la conductivitat iònica, que va trobar una conducció anòmalament alta en el sistema bifàsic LiI- Al2O3. Com que una capa de càrrega espacial amb propietats específiques té un gruix nanomètric, l'efecte està directament relacionat amb la nanoiònica (nanoiònica-I). L'efecte Lehovec s'ha convertit en la base per a la creació d'una multitud de conductors d'ions ràpids nanoestructurats que s'utilitzen en bateries de liti portàtils modernes i piles de combustible. El 2012, es va desenvolupar un enfocament dinàmic d'estructura 1D en nanoiònica per a una descripció detallada dels processos de formació i relaxació de càrrega espacial en un relleu potencial irregular (problema directe) i la interpretació de les característiques dels nanosistemes amb transport d'ions ràpids (problema invers), com a exemple, per a la descripció d'un fenomen col·lectiu: el transport d'ions acoblat i els processos de polarització dielèctrica que condueixen a la resposta dinàmica "universal" d'AK Jonscher.